# 토드 버거
토드 버거(Todd Berger, 1979년 4월 5일 ~ )는 미국의 배우, 영화 감독, 각본가이다.
뉴올리언스에서 태어났다.

## 영화
- 커버 버전 (2018년)
- 해피타임 스파이 (2018년)
- 굿 나잇 (2013년)
- 시네마 식스 (2012년)
- 이츠 어 디재스터 (2012년) - 할 로스티유 역
- 모던 임버설스 플래닛 월드 (2010년) - 켄트 영블루드 주니어 역
- 씬스터스 (2009년) - 월레스 역
- 쿵푸 팬더: 다섯 용사의 비밀 (2008년)
- 사우스랜드 테일 (2006년)
- 체이싱 크리스마스 (2005년)